# Ahnatal
Ahnatal è un comune tedesco di 8 052 abitanti, situato nel land dell'Assia.
Non esiste alcun centro abitato con tale denominazione; si tratta pertanto di un comune sparso.

## Amministrazione

### Gemellaggi
Ahnatal è gemellata con:
- Wisches, dal 1990
- Burgstädt, dal 1990
- Krummnußbaum, dal 1996

### Esplicative
1. ↑  Letteralmente: «valle dell'Ahna».

### Bibliografiche
1. 1 2  Ente statistico d'Assia - Dati sulla popolazione
2. ↑  (DE) Partnerstädte, su ahnatal.de.